# Geoffroyus
Geoffroyus – rodzaj ptaków z podrodziny papug wschodnich (Psittaculinae) w rodzinie papug wschodnich (Psittaculidae).

## Zasięg występowania
Rodzaj obejmuje gatunki występujące na wyspach Indonezji i Melanezji.

## Morfologia
Długość ciała 21–27 cm; masa ciała 130–195 g.

## Systematyka

### Etymologia
- Geoffroyus (Geoffroy, Geoffroius, Geoffroiius): prof. Étienne Geoffroy Saint-Hilaire (1772–1844), francuski zoolog[9].
- Rhodocephalus: gr. ῥοδον rhodon „róża”; -κεφαλος -kephalos „-głowy”, od κεφαλη kephalē „głowa”[10]. Gatunek typowy: Psittacus personatus Shaw, 1811 (= Psittacus geoffroyi Bechstein, 1811).
- Pseudopsittacus:  gr. ψευδος pseudos „fałszywy, inny”; ψυττακος psittakos „papuga”[11]. Gatunek typowy: Pseudopsittacus maclennani MacGillivray, 1913.

### Podział systematyczny
Do rodzaju należą następujące gatunki:
- Geoffroyus geoffroyi (Bechstein, 1811) – śpiewaczka krasnogłowa
- Geoffroyus simplex (A.B. Meyer, 1874) – śpiewaczka zielonogłowa
- Geoffroyus heteroclitus (Hombron & Jacquinot, 1841) – śpiewaczka żółtogłowa